# Atalaya del Cañavate
Atalaya del Cañavate è un comune spagnolo situato nella comunità autonoma di Castiglia-La Mancia.